# Marsupilami (televíziós sorozat, 2000)
A Marsupilami 2000 és 2012 között bemutatott francia televíziós rajzfilmsorozat, amelynek képregény eredetije 1952-ben jelent meg egy Spirou című magazinban. A Marsu Productions, és a Marathon Productions 2000-ben és 2003-ban animációs komédiát készített, amelyből 2 évad készült. Főszereplője egy David nevű kisfiú, a marsuk legjobb barátja. Franciaországban először 2000 és 2003 között a Canal J vetítette, majd 2009 és 2012 között a France 3 folytatta. Magyarországon korábban a Minimax sugározta, később a TV2 adta le. 2024. május 24-én a Kölyökklub is bemutatta a sorozatot.
Készítettek egy mozifilmet is 2012-ben Marsupilami nyomában címmel, amely valós díszletekkel élőszereplős, és 3D-s számítógépes animációs jelenetek kombinálásával készült.

## Történet
A már kihalóban lévő Marsupilami állatfaj csak azt szeretné, hogy békén hagyják. Sok orvvadász próbál rájuk vadászni, de szerencséjükre a hatalmas eszükkel és humorukkal az állatfaj mindig megmenekül.

## Az állatfaj
A Marsupilami kitalált állatfaj. A hímek és a nőstények egyaránt hosszú farkuk segítségével bármit elérnek. Az állat sárga bundájú, rajta fekete foltokkal (esetleg van folt nélküli sárga színű, és sötétkék-fekete színű). Az esze nagy és a humora is megvan ahhoz, hogy túljárjon a rá vadászó emberek eszén. A külseje leginkább a majoméhoz hasonlítható. Két lábon jár, ugrál a fák közt. A marsupilamiknak saját nyelve van, bár az ember csak annyit ért belőle hogy Houba, Houba.

## Marsupilami 1. évad: Marsupilami (2000)

### Magyar hangok
- Marsupilami: Szokol Péter
- Marsupilami mama: Németh Kriszta
- Bring M. Backalive: Uri István (6. részben), Pálfai Péter
- További szereplők: Albert Gábor, Albert Péter, Balázsi Gyula, Botár Endre (Producer segédje), Beratin Gábor, Dobránszky Zoltán (Cirkuszigazgató), Dögei Éva, Fésűs Bea, Holl Nándor, Imre István, Janovics Sándor, Kárpáti Tibor, Katona Zoltán, Makay Sándor (Sportedző), Mikula Sándor, Minárovits Péter, Némedi Mari, Németh Gábor, Oláh Orsolya, Pálmai Szabolcs, Papp János (Tábornok), Rosta Sándor, Seszták Szabolcs, Simonyi Balázs, Simonyi Piroska, Uri István, Várday Zoltán, Varga Tamás, Várkonyi András, Vizy György

### Epizódlista
1. Marsupilami a divat rabja
2. Marsupilami és a végzet piramisa
3. Marsupilami cirkuszba megy
4. Marsupilami és a Marsu katonák
5. Marsu-rally
6. Autóút az erdőben
7. Marsupilami vidámparkba megy
8. A Marsuk kincse
9. Marsuperstar
10. Marsolimpia
11. Marsupilami a királynő udvarában
12. Marsupilami a Grand Hotelben
13. Marsupilami az állatkertben
14. Marsupilami és Mars
15. Marsupilami és a kislány
16. Marsupilami hajókázik
17. Marsupilami New Yorkban (I. rész)
18. Marsupilami New Yorkban (II. rész)
19. Palombada
20. Marsupilami Safari
21. Marsupilami a ringben
22. Marsupilami iskolába megy
23. A mérgezés
24. Pring leleplezése
25. Marsupilami az Áruházban
26. Marsupilami a tehenész legény

## Marsupilami 2. évad: Mon ami Marsupilami (2003)

### Magyar hangok
- Marsupilami: Szokol Péter
- Marsupilami mama: Oláh Orsolya
- David: Molnár Levente, Janovics Sándor
- Theo: Holl Nándor, Mikula Sándor
- Amanda: Mics Ildikó
- Bring M. Backalive: Albert Péter (1. részben), Pálfai Péter
- További szereplők: Albert Gábor, Albert Péter, Beratin Gábor, Bókai Mária, Dögei Éva, Fehér Péter, Fésűs Bea, Janovics Sándor, Katona Zoltán, Némedi Mari, Oláh Orsolya, Pálmai Szabolcs, Simon Eszter, Szinovál Gyula, Varga Tamás, Várkonyi András, Vizy György

### Epizódlista
1. Az első találkozás
2. A disk
3. A Santa Pioca kincse
4. Görkori tánc
5. Úgy élek, mint Marsu
6. Marsu ajándékok
7. Furmányos találmány
8. Marsu Halloween
9. Szardínia és a delfinek
10. Marsu híresség lesz
11. A történelem előtti Marsu
12. A repülő betörő
13. A Marsupilamik őrizője
14. Miss Backfire
15. Marsu-romantika
16. Hatalmas állkapcsok
17. Bobo elköltözik
18. A Marsupilami Alapítvány
19. Vízi rodeó
20. David Marsu lesz
21. Marsu színpadra lép
22. A hatodik Marsu
23. Marsu nagymama
24. Marsu mentőakció
25. Emlékezetes nap
26. Nyári napforduló

## Marsupilami 3.-4. évad: Houba! Houba! Hop! (2009–2010)

### Magyar hangok
- Hector: Boldog Gábor, Czető Ádám
- Daine néni: Vadász Bea
- Felicia Devort: Kökényessy Ági
- Jack Blouprint: Fekete Zoltán
- Stroy: Hegedűs Miklós
- Tapavumonplumo törzsfőnök: Albert Péter
- Ailededinde: Straub Martin
- Bring M. Backalive: Háda János
- További szereplők: Halász Aranka, Végh Ferenc

### Epizódlista (1. évad)
1. A távoli rokon
2. Ne piszkáld az alvó vulkánt!
3. Plum a dzsungelben
4. Zöld agyar
5. Előre Marsupilami
6. Veszélyes étvágy
7. Valami bűzlik
8. Hubá Hector
9. Grotox
10. A palombiai harang
11. Cuewinner kalandjai
12. Marsu, a veszélyforrás
13. Szellemjárás
14. Palombiai játékok
15. Az űrből érkezett
16. Egy csipetnyi kaland
17. Bújócska Palombiában
18. Vadászat
19. Valaki zölden szereti
20. A dzsungel törvénye
21. Ürítsd ki a dzsungelt hadművelet
22. Hector, a Marsu-szitter
23. A barba-hangyák tavasza
24. Szerelmes Palombia
25. Apa kicsi piafousou-ja
26. Bajkeverő Jane visszatér

### Epizódlista (2. évad)
1. Palombiszaurusz - teremtő
2. Szilva meg egy dinnye
3. A nagy szundi
4. Felicia megmentése
5. Az elveszett fül
6. A kis Jaguár
7. A helyreteszem banda
8. Hubá Szülinapot!
9. A Tökinda-folyó réme
10. Pá, Marsu!
11. Karácsonyi fegyverszünet
12. Marsu, a hősöm!
13. Csipkerózsikák
14. Fecskebegy és Pápaszem
15. Rossz látási viszonyok
16. Marsupilu
17. A nagy felfedezés
18. Marsu dala
19. Hubakadabra!
20. Séf az őserdőben
21. S.O.S Palombia
22. Mindenki zöldség
23. Piranha-mánia
24. Marsu visszavág
25. Szárnypróbálgatás
26. Heveny kőfóbia

## Marsupilami 5. évad: Nos voisins les Marsupilamis (2012)

### Magyar hangok
- Bernard: Holl Nándor
- Sarah: Hermann Lilla
- Iris: Jelinek Éva
- Isidore: Boldog Gábor
- Tomy: Szalay Csongor
- Tapavumonplumo törzsfőnök: Gubányi György
- Ailededinde: Bogdán Gergő
- Bring M. Backalive: Háda János
- Caroline, Bernard felesége: Sági Tímea
- További szereplők: Albert Péter, Bogdányi Titanilla, Gubányi György, Haagen Imre, Kassai Károly, Nagy Gereben, Pálfai Péter, Presits Tamás, Seder Gábor, Seszták Szabolcs

### Epizódlista
1. A barátom, Kumbo
2. Kockás piranha
3. A nagy trükk
4. Bobo álma
5. Marsupilami új fészke
6. Marsupilami orra
7. Művészkedés Palombie-ban
8. Kutyák és egyéb állatfajták
9. Karácsony Palombie-ban
10. A földönkívüli megszálló
11. Hogyan szelídítsünk Marsupilami-t?
12. Állati koncert
13. Rossz szelek
14. Éjszakai fosztogató
15. A mama vetélytársa
16. A kis zseni
17. A szabadságért
18. A legjobb barátom
19. Mérgezett ajándék
20. Te jó ég, Marsu!
21. A sárga totemállat
22. Az ellopott képek
23. Dzsungelfóbia
24. Anya megérkezik (1. rész)
25. Anya megérkezik (2. rész)
26. Anya megérkezik (3. rész)